# سعدان (المفتاح)
سعدان

تعديل مصدري - تعديل

سعدان هي إحدى قرى عزلة الجبر الاعلى بمديرية المفتاح التابعة لمحافظة حجة، بلغ تعداد سكانها 730 نسمة حسب تعداد اليمن لعام 2004.